# Basso (Neapel)

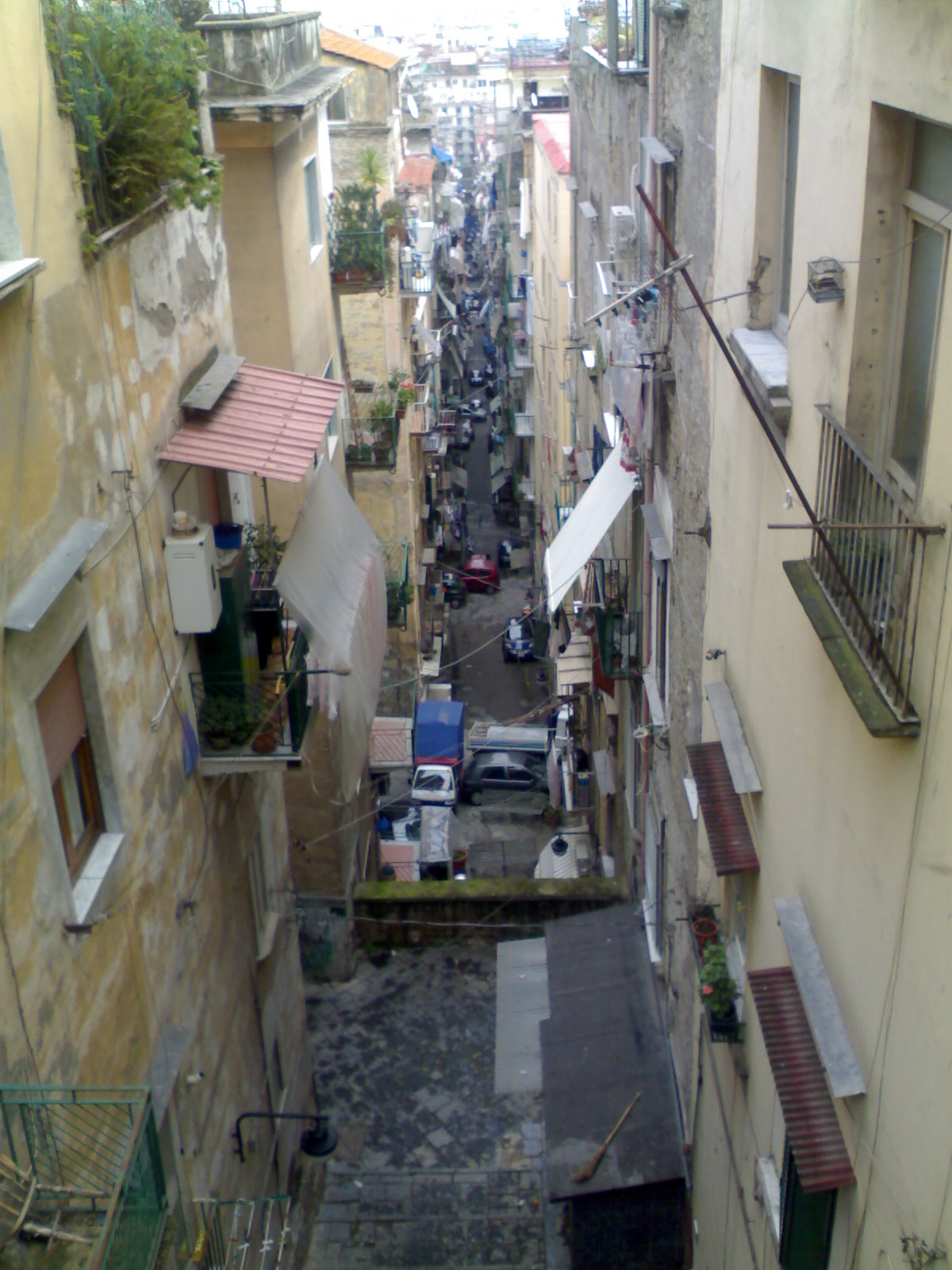
Die Quartieri Spagnoli, wo zahlreiche Bassi zu finden sind

Die Bassi, auch bekannt unter der neapolitanischen Bezeichnung ’o Vascio, sind kleine Häuser mit einem oder zwei im Erdgeschoss gelegenen Räumen, die einen direkten Zugang von der Straße haben.

## Beschreibung

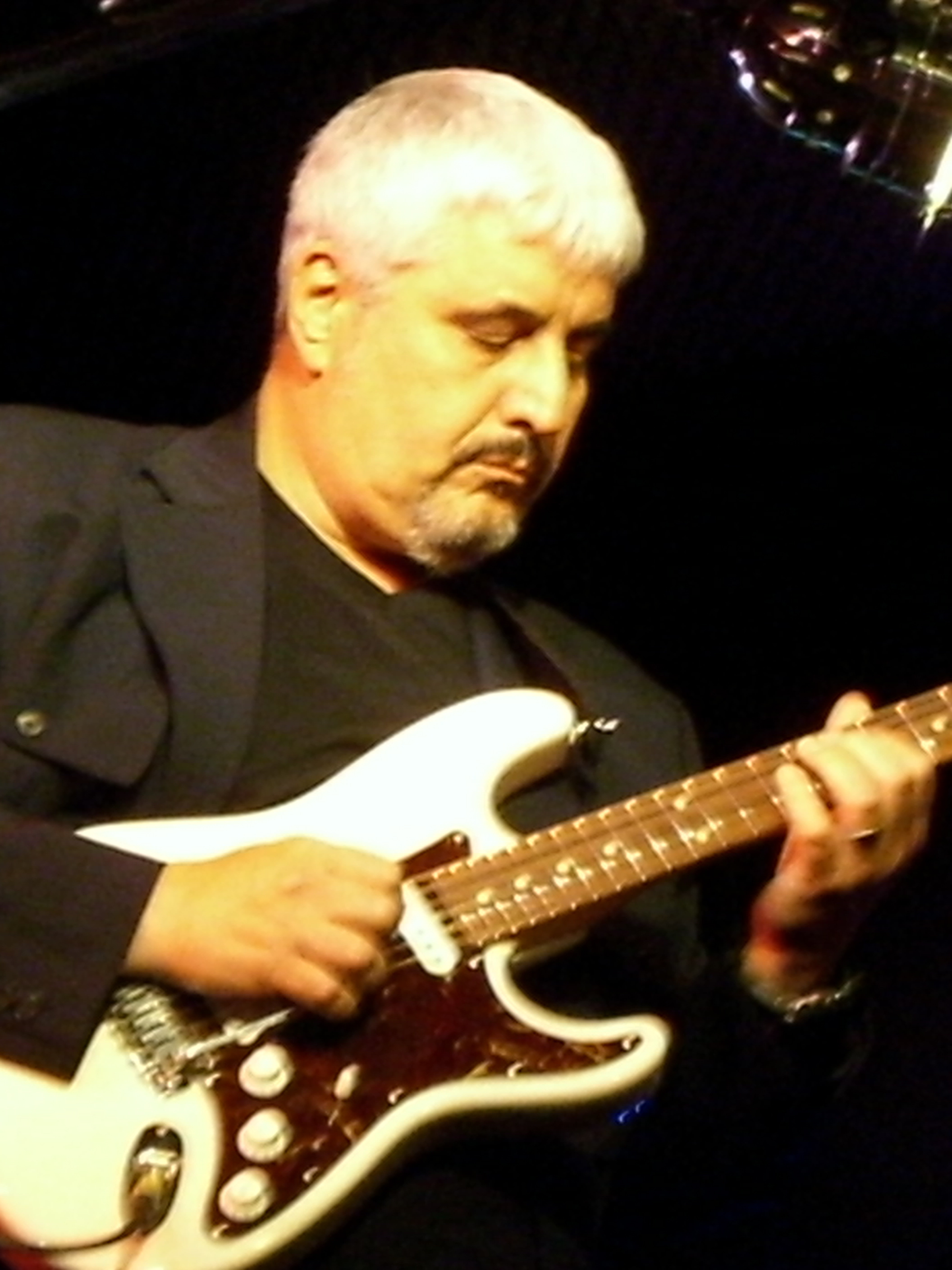
Pino Daniele verbrachte seine ersten Lebensjahre in einem Basso im Hafenviertel von Neapel Quartiere Porto

Der Begriff Basso bezeichnet im Allgemeinen die nach der neapolitanischen Bevölkerungsexplosion im 17. Jahrhundert entstandenen Wohnungen im Erdgeschoss eines Gebäudes, die aus einem Raum (mit oder ohne Fenster) bestehen, der – auf Straßenniveau oder auch leicht darunter liegend – direkt die Straße schaut. Dieser Raum erfüllt die Funktionen einer Küche und eines Schlafzimmers, in dem sich alle Mitglieder einer Familie auf begrenztem Raum sammeln. In einigen Fällen gibt es einen angrenzenden zweiten Raum.
Die ungesunden Lebensbedingungen in den Bassi erklären sich einerseits aus dem Mangel an sanitären Einrichtungen, andererseits auch aus ihrer geografischen Lage in der Stadt: Während die an den Hängen liegenden Stadtviertel vergleichsweise gesündere Gebiete waren, zeigte sich in den feuchteren Bereichen an der Küste eine schwierigere Situation. Vor dem Jahr 1885 mit der Proklamation des Gesetzes über die Sanierung des Hafengebiets wurde der Begriff Basso auch für Behelfshäuser verwendet, die in der Nähe der Docks, unter einer Brücke oder in einer Höhle gebaut wurden.
Die Bassi, die nicht nur für Neapel, sondern auch für das Umland charakteristisch sind, werden als Ausdruck von wirtschaftlicher und sozialer Beschwerlichkeit der einfachen Verhältnisse betrachtet.

## Geschichtlicher Hintergrund
Zur genaueren Geschichte des Begriffes Basso gibt es keine zuverlässigen Quellen: Viele Texte beziehen sich auf Boccaccios Texte aus dem 14. Jahrhundert; andere Zitate – mitten in der Barockzeit – finden sich im Pentamerone von Giambattista Basile.
Eine erste echte Nennung des Begriffes ist im 19. Jahrhundert bei Antonio Ranieri festzumachen; weitere Erwähnungen folgten.
Im Laufe der Jahrhunderte waren diese Wohnungen Schauplatz tragischer Ereignisse in der Geschichte Neapels wie etwa der zahlreichen Pest- und Cholera-Epidemien aufgrund schlechter hygienischer Bedingungen. In der Zeit der Vereinigung Italiens (2. Hälfte des 18. Jahrhunderts) brachen fünf Cholera-Epidemien aus; die Regierung des neuen italienischen Königshauses der Savoyen förderte das Gesetz zur Sanierung der unteren Bezirke (Porto, Pendino), um größere städtebauliche Maßnahmen zur Verbesserung der Gesundheit der Bürger durchführen zu können. Eine Weitere Epidemie, die durch diese gesundheitlich bedenklichen Orte verursacht wurden, ereignet sich im Oktober 1943.
Laut der Volkszählung von 1881 gab es 22.785 Bassi mit 105.257 dort lebenden Neapolitanern; 1931 war die Zahl der Bassi auf 43.507 mit einer Bevölkerungszahl von 218.865 angewachsen, sodass fast 26 % der Neapolitaner in bedenklichen Bedingungen lebten. In den Fünfziger-Jahren des 20. Jahrhunderts waren es 65.000 Bassi und heute wird die Zahl auf 40.000 geschätzt. Während des Faschismus wurden die Häuser evakuiert, aber bereits in den Kriegsjahren bereits wieder als Wohnungen genutzt. Heute kann man diesen Wohnungstyp auch in neu gebauten Stadtvierteln finden. In unserer Zeit ist jedoch die Umwandlung in Läden, Keller oder Garagen weit verbreitet; darüber hinaus kann man in vielen Bassi des historischen Zentrums Falltüren finden, die in den Untergrund von Neapel führen, wo oft unter der Erde verborgen liegende wertvolle griechisch-römische Relikte zu sehen sind.

## Künstlerischer Einfluss

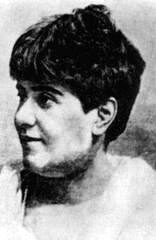
Matilde Serao, auf die eine treffende Beschreibung der Situation in den Bassi zurückgeht

Eine Beschreibung der Bassi bietet Matilde Serao, die einige Jahre in einem solchen Haus auf der Piazzetta Ecce Homo lebte; sie schildert die Situation folgendermaßen:

„Häuser, in denen man in einem dunklen Winkel kocht, im Schlafzimmer isst und im selben Zimmer stirbt, in dem andere schlafen und essen; Häuser, deren ebenfalls von Menschen bewohnte Treppenkammern den alten inzwischen abgeschafften Strafkerkern der Vicaria ähneln“

Von diesen Behausungen, die für jene Menschen gedacht sind, die sich andere Wohnmöglichkeiten nicht leisten können, ließ sich der Dramatiker Eduardo De Filippo inspirieren; für ihn sind sie oft unersetzbarer Schauplatz seiner berühmten Komödien, die einerseits vom Ausströmen schlechter Gerüche erzählen, aber andererseits auch ein Menschenbild zeichnen, das voller Leben und Gefühle ist. Auch Curzio Malaparte sprach von den Bassi und erinnert in seinen Texten an ihre Misere.